# Pterolophia ochreotriangularis
Pterolophia ochreotriangularis là một loài bọ cánh cứng trong họ Cerambycidae.